# Sonora Peak
Der Sonora Peak ist ein 3495 m hoher Berg in der Sierra Nevada im US-Bundesstaat Kalifornien. Er liegt auf der Grenze zwischen dem Alpine County und Mono County und bildet den höchsten Berg des Mono County.
Der Gipfel befindet sich etwa 2 Meilen (3,2 km) nördlich und 554 m oberhalb des Sonora Pass, von wo aus er bestiegen werden kann. Unterhalb führt zusätzlich der Fernwanderweg Pacific Crest Trail vorbei. Nachsthöherer Berg ist der etwa 7,5 km südlich gelegene Leavitt Peak mit 3528 m Höhe. Südwestlich erschließt sich der Stanislaus National Forest, nördlich befindet sich die Carson-Iceberg Wilderness und östlich der Truppenübungsplatz Marine Corps Mountain Warfare Training Center Bridgeport. An der Nordostseite des Sonora Peak entspringt der 98 km lange East Fork Carson River, ein Nebenfluss des Carson River.